# ساداوات
ساداوات (به لاتین: Sadavat) یک منطقه مسکونی در جمهوری آذربایجان است که در شهرستان آق‌داش واقع شده‌است.